# Roberto Cassola
Roberto Cassola (Roma, 29 ottobre 1941 – Roma, 30 dicembre 2011) è stato un politico italiano.

## Biografia
Socialista lombardiano, già segretario nazionale della FGSI dal 1966 al 1970, presidente della Finmeccanica e dirigente dell'IRI. 
Viene eletto senatore della Repubblica con il PSI dal 1983 e poi è confermato anche alle elezioni del 1987 nel collegio di Alessandria-Tortona. Il 3 luglio 1991 si dimise durante la X legislatura e venne sostituito da Cornelio Masciadri. Lascia il PSI nel 1993.
Muore a 70 anni nel dicembre 2011.